# Bulgarie aux Jeux olympiques d'hiver de 1936
La Bulgarie participe aux Jeux olympiques d'hiver de 1936, qui ont lieu à Garmisch-Partenkirchen en Allemagne. Représenté par 7 athlètes, ce pays prend part aux Jeux d'hiver pour la première fois et ne remporte pas de médaille.

## Résultats

### Ski alpin
| Athlète           | Épreuve        | Descente      | Descente    | Slalom       | Slalom      | Slalom      | Total           | Total           |
| Athlète           | Épreuve        | Temps         | Rang        | Temps 1      | Temps 2     | Rang        | Points totaux   | Rang            |
| ----------------- | -------------- | ------------- | ----------- | ------------ | ----------- | ----------- | --------------- | --------------- |
| Boyan Dimitrov    | Combiné hommes | Disqualifié   | Disqualifié | Disqualifié  | Disqualifié | Disqualifié | N'a pas terminé | N'a pas terminé |
| Asen Tsankov      | Combiné hommes | 10 min 53 s 2 | 53          | 2 min 13 s 5 | Disqualifié | Disqualifié | N'a pas terminé | N'a pas terminé |
| Borislav Yordanov | Combiné hommes | 6 min 06 s 4  | 30          | 2 min 06 s 1 | Disqualifié | Disqualifié | N'a pas terminé | N'a pas terminé |

### Ski de fond

#### Individuel hommes
| 18 km | Racho Zhekov   | 1 h 43 min 11 s | 70 |
| 18 km | Dimitar Kostov | 1 h 42 min 22 s | 68 |
| 18 km | Ivan Angelakov | 1 h 41 min 44 s | 66 |
| 18 km | Khristo Kochov | 1 h 32 min 30 s | 53 |

#### Relais hommes 4 × 10 km
| Athlètes                                                 |                 |      |
| Athlètes                                                 | Temps           | Rang |
| -------------------------------------------------------- | --------------- | ---- |
| Hristo Kochov Ivan Angelakov Dimitar Kostov Racho Zhekov | 3 h 29 min 39 s | 15   |